# Pusch Ridge
Pusch Ridge liegt im Pusch Ridge Wilderness Area im Norden der Santa Catalina Mountains nördlich von Tucson, Arizona. Er liegt im Coronado National Forest. Der Berg hat eine Höhe von 1634 m.